# Яремчук, Роман Олегович
Рома́н Оле́гович Яремчу́к (укр. Роман Олегович Яремчук; род. 27 ноября 1995, Львов) — украинский футболист, нападающий клуба «Олимпиакос» и национальной сборной Украины. Участник двух чемпионатов Европы (2020 и 2024).

## Ранние годы
Родился 27 ноября 1995 во Львове. С шести лет обучался футболу в школе «Карпат». По рекомендации тренера Николая Дударенко выступал на позиции нападающего. В 2007 году продолжил обучение в академии киевского «Динамо». Последние три года перед выпуском занимался под руководством Алексея Дроценко. В ДЮФЛ за «Динамо» дебютировал 6 сентября 2008 года в матче против черниговской «Юности». В этой игре Яремчук сделал дубль. Забивал он и в двух следующих матчах, в результате чего в свой дебютный сезон провёл в ворота соперников «Динамо» 10 мячей в 21 матче. В следующем сезоне он повторил это достижение (опять 10 голов в 21 матче), а в сезоне 2010/11 улучшил свою результативность, забив уже 12 мячей в 17 встречах. В этом же сезоне Яремчук оформил два хет-трика.
В сезоне 2011/12 годов Яремчук забивал в среднем гол за игру. Сыграв 21 матч, он забил за «Динамо» 21 гол. Завершением успешного для Романа сезона стал матч динамовской команды U-17 против сверстников из московского «Спартака», который проводился в рамках празднования 85-летия киевского клуба. В этом матче «бело-синие» победили со счётом 4:1, а начало разгрома спартаковцев положил именно 16-летний Роман Яремчук
Своей игрой в ДЮФЛ Яремчук обратил на себя внимание тренерского штаба «Динамо». Ещё не окончив Академию, он и Максим Тищенко, с которым Роман неизменно играл в связке в ДЮФЛ оказались среди приглашённых на тренировочный сбор в Австрию вместе с основной командой. Однако в последний момент тренерский штаб Юрия Сёмина принял решение дать молодым нападающим время на отдых, поскольку чемпионат ДЮФЛ на тот момент едва успел завершиться.

## Клубная карьера

### «Динамо» (Киев)
После завершения обучения летом 2012 года Яремчук заключил контракт с «Динамо». В юношеском чемпионате Украины до 19 лет нападающий дебютировал 25 июля того же года матчем против сверстников из «Ворсклы». Через неделю, 2 августа состоялся дебют Яремчука уже в составе команды до 21 года Александра Хацкевича в молодёжном первенстве. «Динамовцы» на выезде встречались с молодёжкой «Кривбасса». Яремчук вышел в стартовом составе и отметился голевой передачей на Дмитрия Хлёбаса. Сыграв несколько матчей за молодёжную команду, Роман всё же в основном в дебютном сезоне выступал за команду U-19, за которую забил 16 голов в 18 матчах. Яремчук в составе киевлян стал победителем первого юношеского первенства Украины, а также с 14 голами — лучшим бомбардиром финального этапа этого турнира.

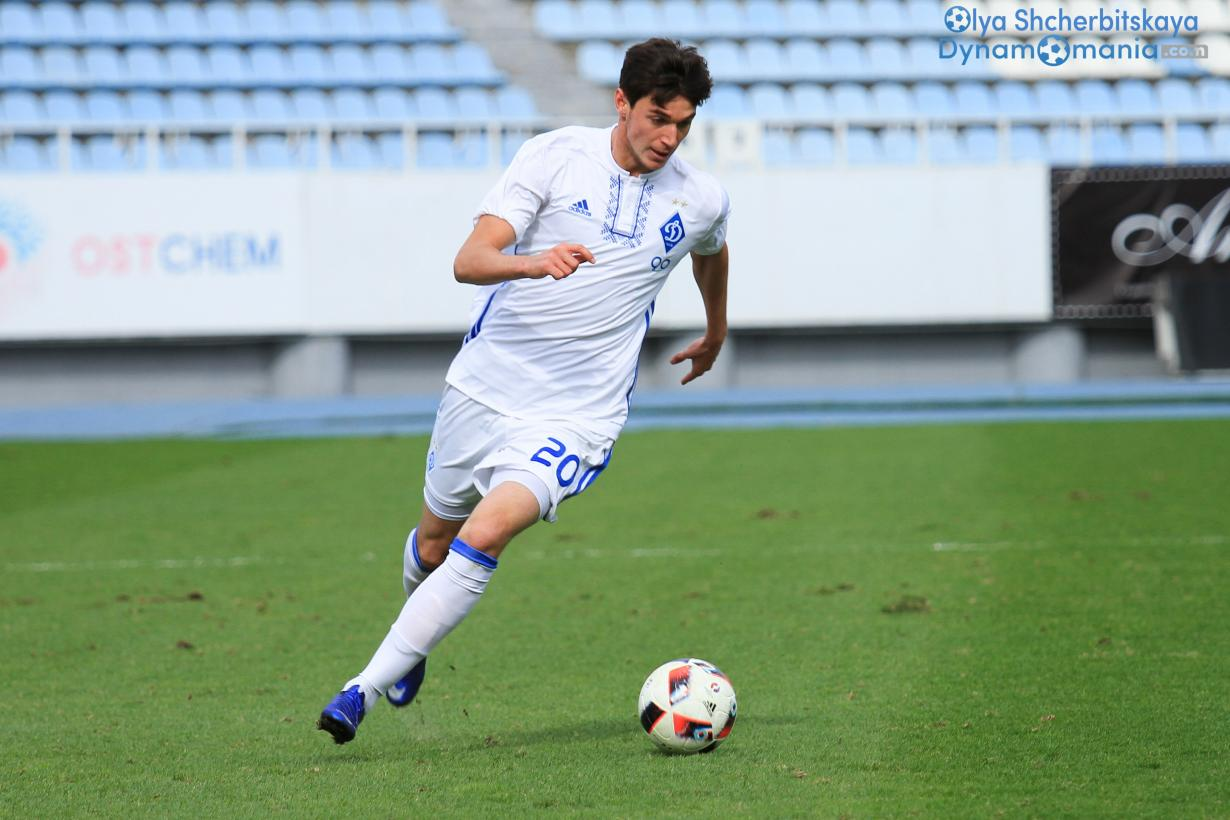
Яремчук в составе «Динамо» (Киев)

Летом 2013 года тренер «молодежки» Александр Хацкевич возглавил вторую динамовскую команду, игравшую в первой лиге. С собой он взял ряд игроков, в том числе и Романа. В профессиональных соревнованиях Яремчук дебютировал 14 июля 2013 года в выездном матче против черниговской «Десны», который завершился вничью 0:0, а Яремчук сыграл весь второй тайм, выйдя на поле в перерыве вместо Сергея Мякушко. 29 сентября 2013 Яремчук забил свой первый гол за «Динамо-2», забив на 89 минуте в ворота донецкого «Олимпика».
1 марта 2016 Яремчук дебютировал в первой команде «Динамо», выйдя в основном составе на матч 1/4 финала кубка Украины против «Александрии» (1:1). В перерыве дебютант был заменен на Лукаша Теодорчика.

### «Александрия»
21 июля 2016 стало известно, что Яремчук будет играть за «Александрию». Уже 31 июля состоялся дебют нападающего в Премьер-лиге. В домашней игре против «Ворсклы» Яремчук на 77-й минуте заменил Виталия Пономаря. 1 октября того же года Роман вышел в стартовом составе александрийцев на гостевой матч против днепропетровского «Днепра». На 16-й минуте игры Яремчук открыл счёт своим голам в украинской Премьер-лиге, а на 61-й — оформил первый дубль, забив за свою команду соответственно 2-й и 4-й гол в ворота соперника. На 85-й минуте «Днепр» смог забить ответный мяч, но в итоге благодаря дублю Яремчука матч завершился разгромом «Днепра» 1:4 на своем поле.

### «Гент»
16 августа 2017 года подписал четырёхлетний контракт с бельгийским клубом «Гент». Дебютировал за новую команду 27 августа 2017 года, в матче против «Андерлехта», выйдя на замену на 86-й минуте, вместо Мамаду Силлы. В ноябре того же года гол Яремчука в ворота «Стандарта» помог «Генту» одержать победу (1:0). Для Романа это стал первый мяч, забитый в бельгийской Суперлиге. В дебютном сезоне украинец провел 34 матча (32 — в чемпионате, 2 — в Кубке) в которых забил девять голов.
В сезоне 2018/19 Яремчук стал игроком основы, проведя во всех турнирах 45 матчей и отличился 12 раз. 24 октября 2019 года в рамках 3-го тура группового этапа Лиги Европы против «Вольфсбурга» отметился дублем (2:2). В начале 2020 года получил травму ахиллова сухожилия и выбыл на несколько месяцев. Несмотря на то, что в чемпионате Бельгии провел лишь 18 поединков, он отметился десятью голами.
1 ноября 2020 года в матче против «Васланд-Беверен» оформил свой первый в карьере хет-трик. 17 декабря 2020 Яремчук провел матч против «Васланд-Беверен», в котором отметился голом. Этот матч стал сотым для игрока в чемпионате Бельгии, а забитый гол позволил Яремчуку войти в Топ-5 лучших бомбардиров «Гента» в истории. В сезоне 2020/21 в чемпионате Бельгии Роман забил 20 голов в 34 матчах. С этим результатом он занял третье место среди бомбардиров Суперлиги. В феврале 2021 года Яремчук во второй раз в карьере отметился тремя голами в матче против «Мускрона». В той же встрече украинец отдал голевой пас, а «Гент» в итоге победил со счетом 4:0.

### «Бенфика»

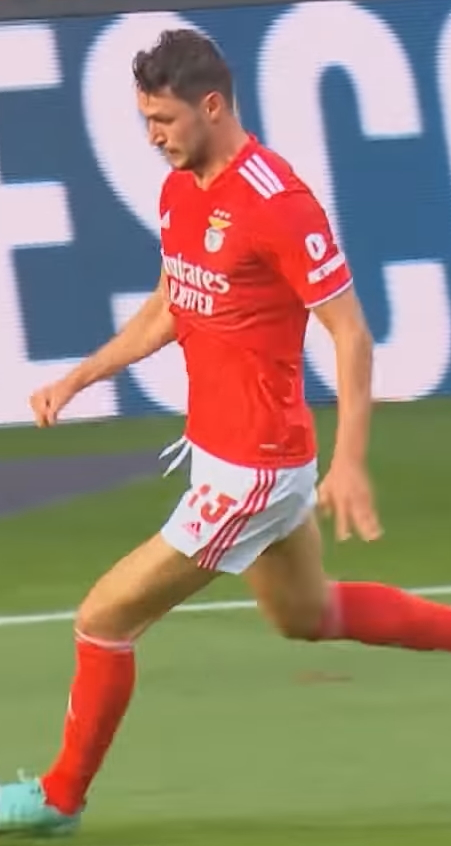
Яремчук в составе «Бенфики»

31 июля 2021 года португальский клуб «Бенфика» объявил о переходе Яремчука за 17 млн евро, который вошел в топ-10 самых дорогих покупок клуба в истории. Контракт был подписан до 2026 года.
Первый матч за «орлов» Яремчук провёл 10 августа 2021 года, в матче квалификации Лиги чемпионов против «Спартака», поучаствовав в голевой атаке (2:0). 14 августа 2021 года дебютировал в чемпионате Португалии в матче против «Ароки» (2:0), выйдя в стартовом составе, отметился голом и голевой передачей. 25 сентября 2021 года Яремчук отметился дублем в выездном поединке против «Витории Гимарайнш» (1:3). 8 декабря забил свой первый мяч в Лиге чемпионов за «Бенфику» в игре против «Динамо» (Киев). 13 апреля 2022 года в поединке 1/4 финала Лиги Чемпионов с «Ливерпулем» на Энфилде, отметился голом (3:3). Всего в розыгрыше Лиги Чемпионов 2021/22 записал на свой счет три гола.  В сезоне  2021/22 вместе с командой занял третье место в чемпионате Португалии.

### «Брюгге»
29 августа 2022 года «Брюгге» на своем официальном сайте объявил об трансфере украинца, контракт подписан до 2026 года. Сумма трансфера составила 16 миллионов евро (еще 3 миллиона предусмотрены в виде бонусов), что стало трансферным рекордом для клуба. 3 сентября официально дебютировал за «чёрно-синих», выйдя на матч с «Серкль Брюгге» и отметившись голом. 11 сентября, в матче 8-го тура чемпионата Бельгии против «Серена», отметился двумя голевыми передачами (2:0). 17 августа 2023 года оформил хет-трик в матче третьего раунда квалификации Лиги конференций против исландского «Акюрейри».

### «Валенсия»
1 сентября 2023 года на правах годичной аренды перешёл в испанскую «Валенсию». 28 сентября Яремчук дебютировал за «летучих мышей» в матче против «Реал Сосьедада». 6 декабря 2023 года в матче 2-го раунда Кубка Испании против «Аросы» отметился дебютным голом за клуб, который также решил исход матча (0:1). 2 января 2024 года в поединке против «Вильярреала» отличился дебютным голом в Ла Лиге.

### «Олимпиакос»
Летом 2024 года Яремчук перешёл в греческий клуб «Олимпиакос». Свой первый гол за красно-белых забил 27 августа в матче против «Калитеи». 13 марта 2025 года отметился дублем  в матче 1/8 финала Лиги Европы против «Буде-Глимт» (2:1). 30 марта оформил дубль в Дерби вечных врагов с «Панатинаикосом», став одним из главных героев победы 4:2. 17 мая 2025 года отметился голом в финале Кубка Греции с ОФИ (0:2), чем помог клубу завоевать трофей.

## Карьера в сборной
С 2012 года привлекался к играм за юношеские сборные Украины всех возрастных категорий. Был участником юношеского Евро-2014 и молодежного чемпионата мира 2015 года, на котором забил 1 гол.
6 сентября 2018 года в выездном матче против сборной Чехии дебютировал за национальную сборную. Первый гол в составе главной команды забил 7 июня 2019 года в матче против сборной Сербии, который проходил в родном Львове.
В рамках отборочного цикла к чемпионату Европы 2020 года, принял участие в семи матчах, в которых отметился 4 голами.

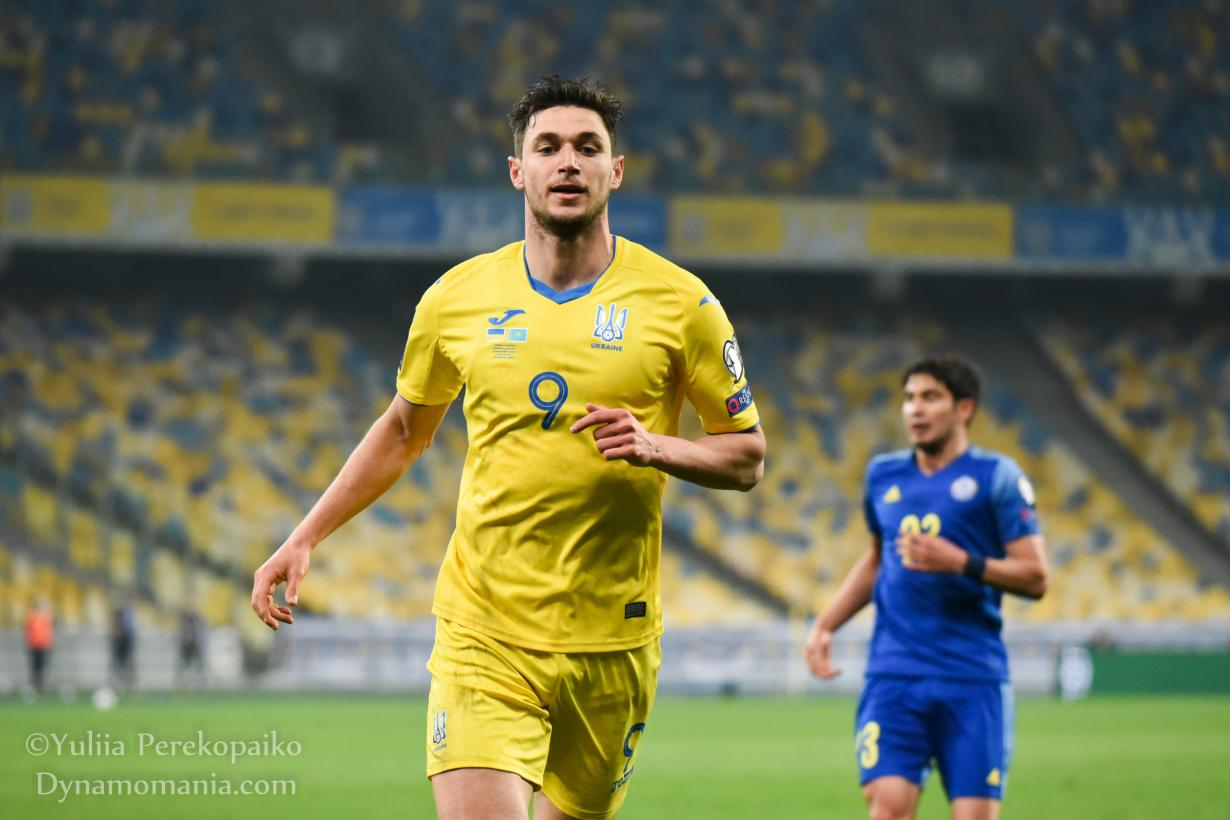
Яремчук в составе сборной Украины

1 июня 2021 года был включён в официальную заявку сборной Украины главным тренером Андреем Шевченко для участия в матчах чемпионата Европы 2020 года. В финальной части чемпионата Европы Яремчук забил 2 гола: в ворота Нидерландов (2:3) и Северной Македонии (2:1) и отдал одну голевую передачу.
В рамках отборочного турнира чемпионата мира 2022 в группе D со сборными Франции, Финляндии, Боснии и Герцеговины и Казахстана, отметился 3 мячами.
21 марта 2024 года в первом стыковом матче за выход на Евро-2024 против сборной Боснии и Герцеговины вышел на замену во втором тайме, забил гол и отдал ассист, чем помог сборной одержать победу (1:2).
Попал в заявку сборной на чемпионат Европы 2024 года. 21 июня 2024 года во втором туре группового этапа вышел на замену и забил победный мяч в матче против сборной Словакии, Украина победила со счётом 2:1. Тем самым Яремчук с 3 голами (2 мяча забил на чемпионате Европы 2020 года) стал лучшим бомбардиром в финальной части чемпионатов Европы в истории сборной Украины.

#### Матчи за сборную
| Матчи и голы Романа Яремчука за сборную Украины | Матчи и голы Романа Яремчука за сборную Украины | Матчи и голы Романа Яремчука за сборную Украины | Матчи и голы Романа Яремчука за сборную Украины | Матчи и голы Романа Яремчука за сборную Украины | Матчи и голы Романа Яремчука за сборную Украины |
| №                                               | Дата                                            | Оппонент                                        | Счёт                                            | Голы Яремчука                                   | Соревнование                                    |
| ----------------------------------------------- | ----------------------------------------------- | ----------------------------------------------- | ----------------------------------------------- | ----------------------------------------------- | ----------------------------------------------- |
| 1                                               | 6 сентября 2018                                 | Чехия                                           | 2:1                                             | —                                               | Лига наций 2018/19                              |
| 2                                               | 9 сентября 2018                                 | Словакия                                        | 1:0                                             | —                                               | Лига наций 2018/19                              |
| 3                                               | 10 октября 2018                                 | Италия                                          | 1:1                                             | —                                               | Товарищеский матч                               |
| 4                                               | 16 октября 2018                                 | Чехия                                           | 1:0                                             | —                                               | Лига наций 2018/19                              |
| 5                                               | 22 марта 2019                                   | Португалия                                      | 0:0                                             | —                                               | Отборочные матчи ЧЕ-2020                        |
| 6                                               | 25 марта 2019                                   | Люксембург                                      | 2:1                                             | —                                               | Отборочные матчи ЧЕ-2020                        |
| 7                                               | 7 июня 2019                                     | Сербия                                          | 5:0                                             | 59′                                             | Отборочные матчи ЧЕ-2020                        |
| 8                                               | 10 июня 2019                                    | Люксембург                                      | 1:0                                             | 6′                                              | Отборочные матчи ЧЕ-2020                        |
| 9                                               | 7 сентября 2019                                 | Литва                                           | 2:0                                             | —                                               | Отборочные матчи ЧЕ-2020                        |
| 10                                              | 10 сентября 2019                                | Нигерия                                         | 2:2                                             | 79′                                             | Товарищеский матч                               |
| 11                                              | 14 октября 2019                                 | Португалия                                      | 2:1                                             | 6′                                              | Отборочные матчи ЧЕ-2020                        |
| 12                                              | 17 ноября 2019                                  | Сербия                                          | 2:2                                             | 32′                                             | Отборочные матчи ЧЕ-2020                        |
| 13                                              | 3 сентября 2020                                 | Швейцария                                       | 2:1                                             | —                                               | Лига наций 2020/2021                            |
| 14                                              | 6 сентября 2020                                 | Испания                                         | 0:4                                             | —                                               | Лига наций 2020/21                              |
| 15                                              | 7 октября 2020                                  | Франция                                         | 1:7                                             | —                                               | Товарищеский матч                               |
| 16                                              | 10 октября 2020                                 | Германия                                        | 1:2                                             | —                                               | Лига наций 2020/21                              |
| 17                                              | 13 октября 2020                                 | Испания                                         | 1:0                                             | —                                               | Лига наций 2020/21                              |
| 18                                              | 11 ноября 2020                                  | Польша                                          | 0:2                                             | —                                               | Товарищеский матч                               |
| 19                                              | 14 ноября 2020                                  | Германия                                        | 1:3                                             | 12′                                             | Лига наций 2020/21                              |
| 20                                              | 24 марта 2021                                   | Франция                                         | 1:1                                             | —                                               | Отборочные матчи ЧМ-2022                        |
| 21                                              | 28 марта 2021                                   | Финляндия                                       | 1:1                                             | —                                               | Отборочные матчи ЧМ-2022                        |
| 22                                              | 31 марта 2021                                   | Казахстан                                       | 1:1                                             | 20′                                             | Отборочные матчи ЧМ-2022                        |
| 23                                              | 3 июня 2021                                     | Северная Ирландия                               | 1:0                                             | —                                               | Товарищеский матч                               |
| 24                                              | 7 июня 2021                                     | Кипр                                            | 4:0                                             | 59′                                             | Товарищеский матч                               |
| 25                                              | 13 июня 2021                                    | Нидерланды                                      | 2:3                                             | 79′                                             | ЧЕ-2020. Групповой этап                         |
| 26                                              | 17 июня 2021                                    | Македония                                       | 2:1                                             | 34′                                             | ЧЕ-2020. Групповой этап                         |
| 27                                              | 21 июня 2021                                    | Австрия                                         | 0:1                                             | —                                               | ЧЕ-2020. Групповой этап                         |
| 28                                              | 29 июня 2021                                    | Швеция                                          | 2:1                                             | —                                               | ЧЕ-2020. 1/8 финала                             |
| 29                                              | 3 июля 2021                                     | Англия                                          | 0:4                                             | —                                               | ЧЕ-2020. 1/4 финала                             |
| 30                                              | 11 сентября 2021                                | Казахстан                                       | 2:2                                             | 2′                                              | Отборочные матчи ЧМ-2022                        |
| 31                                              | 12 октября 2021                                 | Франция                                         | 1:1                                             | —                                               | Отборочные матчи ЧМ-2022                        |
| 32                                              | 16 октября 2021                                 | Чехия                                           | 1:1                                             | —                                               | Товарищеский матч                               |
| 33                                              | 6 февраля 2021                                  | Финляндия                                       | 2:1                                             | 34′                                             | Отборочные матчи ЧМ-2022                        |
| 34                                              | 12 октября 2021                                 | Босния и Герцеговина                            | 1:1                                             | —                                               | Отборочные матчи ЧМ-2022                        |
| 35                                              | 11 ноября 2021                                  | Болгария                                        | 1:1                                             | —                                               | Товарищеский матч                               |
| 36                                              | 16 ноября 2021                                  | Босния и Герцеговина                            | 0:2                                             | —                                               | Отборочные матчи ЧМ-2022                        |
| 37                                              | 1 июня 2022                                     | Шотландия                                       | 3:1                                             | 49′                                             | Отборочные матчи ЧМ-2022                        |
| 38                                              | 5 июня 2022                                     | Уэльс                                           | 0:1                                             | —                                               | Отборочные матчи ЧМ-2022                        |

Итого: 38 матчей / 13 голов; 13 побед, 14 ничьих, 11 поражений.

## Статистика выступлений

### Клубная статистика
| Клуб             | Сезон            | Лига | Лига | Кубки | Кубки | Еврокубки | Еврокубки | Всего | Всего |
| Клуб             | Сезон            | Игры | Голы | Игры  | Голы  | Игры      | Голы      | Игры  | Голы  |
| ---------------- | ---------------- | ---- | ---- | ----- | ----- | --------- | --------- | ----- | ----- |
| → Динамо-2       | 2013/14          | 19   | 3    | —     | —     | —         | —         | 19    | 3     |
| → Динамо-2       | 2014/15          | 23   | 4    | 0     | 0     | —         | —         | 23    | 4     |
| Итого            | 60               | 16   | —    | —     | —     | —         | 42        | 7     |       |
| Динамо           | 2015/16          | 0    | 0    | 1     | 0     | —         | —         | 1     | 0     |
| Динамо           | 2016/17          | 9    | 0    | 1     | 0     | —         | —         | 10    | 0     |
| Итого            | 9                | 0    | 2    | 0     | —     | —         | 11        | 0     |       |
| → Александрия    | 2016/17          | 14   | 5    | 1     | 1     | 2         | 0         | 17    | 6     |
| Гент             | 2017/18          | 32   | 9    | 2     | 0     |           |           | 34    | 9     |
| Гент             | 2018/19          | 37   | 8    | 4     | 3     | 4         | 1         | 45    | 12    |
| Гент             | 2019/20          | 18   | 10   | 1     | 0     | 11        | 7         | 30    | 17    |
| Гент             | 2020/21          | 34   | 20   | 2     | 1     | 7         | 2         | 43    | 23    |
| Гент             | Итого            | 121  | 47   | 9     | 4     | 22        | 10        | 152   | 61    |
| Бенфика          | 2021/22          | 23   | 6    | 2     | 0     | 13        | 3         | 42    | 9     |
| Бенфика          | Итого            | 23   | 6    | 5     | 1     | 3         | 1         | 42    | 9     |
| Брюгге           | 2020/21          | 0    | 0    | 0     | 0     | 0         | 0         | 0     | 0     |
| Всего за карьеру | Всего за карьеру | 209  | 65   | 18    | 5     | 37        | 13        | 264   | 83    |

## Достижения

### Командные
«Гент»
- Серебряный призёр чемпионата Бельгии: 2019/20

«Бенфика»
- Финалист Кубка португальской лиги: 2021/22

«Олимпиакос»
- Чемпион Греции: 2024/25
- Обладатель Кубка Греции: 2024/25

### Личные
- Игрок месяца украинской Премьер-лиги: октябрь 2016[32]
- Автор самого быстрого гола в чемпионате Украины (на 8-мой секунде)[33]
- Рекордсмен сборной Украины по количеству голов на чемпионатах Европы: 3 гола
- Член бомбардирского Клуба Олега Блохина: 103 забитых мяча.

## Семья
Отец Романа, Олег Яремчук, в прошлом также был профессиональным футболистом, выступал за клубы «Галичина», «Днепр»(Черкассы), «Динамо» (Вологда), ныне детский тренер. Старший брат — Владимир.
Женат. Супругу зовут Кристина. Летом 2019 года в семье родился сын Никита.